# Isla Presidente Gabriel González Videla
Isla Presidente Gabriel González Videla är en ö i Chile.   Den ligger i regionen Región de Magallanes y de la Antártica Chilena, i den södra delen av landet, 2 000 km söder om huvudstaden Santiago de Chile.